# Jan Otrębski
Jan Szczepan Otrębski (ur. 8 grudnia 1889 w Pilicy, zm. 26 kwietnia 1971 w Poznaniu) – polski polonista i językoznawca, autor ponad 300 prac naukowych z zakresu m.in. slawistyki i bałtystyki (w tym języka staropruskiego).

## Życiorys
Urodził się 8 grudnia 1889 w Pilicy. Ukończył w 1909 gimnazjum kieleckie. Studiował na Uniwersytecie Warszawskim, początkowo medycynę, ale po 2 miesiącach przeniósł się na Wydział Historyczno-Filologiczny wybierając specjalność – sekcję słowiańską. Jego praca napisana w 1912 roku Zarys białoruskich gwar guberni Wileńskiej przyniosła mu w 1913 roku złoty medal oraz zwolnienie z obowiązku pisania pracy kandydackiej. Po wyjeździe do Lipska na stypendium wrócił i objął katedrę historii języka polskiego na UW.
W Lipsku poznał językoznawcę i sanskrytologa Windischa i zaimponował mu własnymi przemyśleniami na temat historii sanskrytu. Wynikiem tego było otwarcie przewodu doktorskiego Losy połączeń ss w sanskrycie. Pracę przerwała wojna i prześladowania zagranicznych studentów. Wyjechał z Lipska (gdzie pracował fizycznie, aby utrzymać siebie i żonę) do Kalisza, gdzie został nauczycielem w gimnazjum (w latach 1916–1921). W tym czasie dalej rozwiązywał problemy językoznawcze. Po przejrzeniu ich Rozwadowski zaproponował Otrębskiemu doktoryzowanie się u siebie na Uniwersytecie Jagiellońskim.
W 1920 otrzymał tytuł doktora filozofii za pracę Przyczynki do gramatyki porównawczej języków indoeuropejskich.
W 1921 został zastępcą profesora językoznawstwa indoeuropejskiego i filologii sanskryckiej na Uniwersytecie Stefana Batorego w Wilnie. W 1924 uzyskał habilitację u Rozwadowskiego w UJ. W tym samym roku został mianowany profesorem nadzwyczajnym.
Od 1928 roku współpracował z Komisją Językową PAU w Komitecie Ortograficznym. W 1930 został profesorem zwyczajnym. 15 kwietnia 1934 został członkiem korespondentem PAU. Został dziekanem Wydziału Humanistycznego Uniwersytetu Stefana Batorego. Zasiadał też we władzach Instytutu Naukowo-Badawczego Europy Wschodniej.
Mimo wojny w 1944 objął kierownictwo Katedry Językoznawstwa. Był też członkiem Instytutu Języka Litewskiego i uczestniczył w opracowaniu Słownika języka litewskiego. Lituanistyka była jedną z jego największych pasji. w 1958 otrzymał od Rady Państwa PRL Krzyż Komandorski Orderu Odrodzenia Polski za monumentalną trzytomową „Gramatykę języka litewskiego”. Była to pierwsza tak poważna praca na ten temat i sami Litwini żartowali, że potrzebowali Polaka, żeby im to usystematyzował.
W 1945 roku po wysiedleniu wraz z innymi Polakami z Wilna, profesor Otrębski przeniósł się do Poznania. Na Uniwersytecie Adama Mickiewicza objął Katedrę Slawistyki, a w 1947 nowo utworzoną Katedrę Filologii Bałtyckiej. Na stanowisku pozostał do przejścia na emeryturę w roku 1960.
Zmarł 26 kwietnia 1971 w Poznaniu, a pochowany został na cmentarzu rzymskokatolickim w Puszczykowie.

## Osiągnięcia
Wykładał między innymi w Berlinie, Moskwie, Pradze, Uppsali, Sztokholmie i Wiedniu. W 1949 zainicjował międzynarodowe czasopismo „Lingua Posnaniensis”. Zajmował się także popularyzowaniem językoznawstwa przez odczyty i publikacje popularnonaukowe.
Opublikował przeszło 300 prac naukowych i popularnonaukowych.
Jego studentami byli między innymi:
- Maria Renata Mayenowa
- Irena Sławińska
- Józef Trypućko
- Czesław Zgorzelski
- Jerzy Putrament
- Nina Borowska
- Franciszek Tokarz
- Czesław Kudzinowski
- Jan Safarewicz
- Halina Turska

## Publikacje (wybrane)
- Przyczynki do gramatyki porównawczej języków indoeuropejskich, Kraków 1919.
- Dajny litewskie, Wilno 1927.
- O tzw. Baudouinowskiej palatalizacji w językach słowiańskich, Wilno (Nakładem Towarzystwa Przyjaciół Nauk w Wilnie, z zasiłku Ministerstwa Wyznań Rel. i Ośw. Publicznego, skład główny w Księgarni Św. Wojciecha) 1929.
- Z badań nad infiksem nosowym w jȩzykach indoeuropejskich, Kraków 1929.
- Czasowniki typu st.-słow. naricati, Praga 1929 (z okazji I Międzynarodowego Kongresu Slawistów).
- Przyczynki słowiańsko-litewskie, Wilno (Nakł. Instytutu Naukowo-Badawczego Europy Wschodniej) 1930–1935.
- Wschodniolitewskie narzecze twereckie, Warszawa 1932.
- Le traitement des groupes du type ss en sanscrit, Wilno 1932.
- O najdawniejszych polskich imionach osobowych, Wilno 1935.
- Gramatyka historyczna języka łacińskiego, Nakładem Komitetu Wydawniczego Podręczników Akademickich, Skład Główny w Kasie im. Mianowskiego, 1937.
- Indogermanische Forschungen = Studja indoeuropeistyczne, Wilno 1939.
- Słowianie – rozwiązanie odwiecznej zagadki ich nazw, Poznań 1947.
- La Vie des mots dans la langue polonaise, Poznań 1948.
- Życie wyrazów w języku polskim, Poznań 1948.
- Teksty Litewskie, Warszawa 1957.
- Biblia Chylińskiego, tom II, Wstęp, Poznań 1958.
- Gramatyka języka litewskiego, Warszawa 1958.
- Slawizacja litewskich nazw wodnych i miejscowych, Warszawa 1963.
- Über die Vervollkommnung der Forschungsmethoden in der indoeuropäischen Sprachwissenschaft, Poznań 1963.
- Baltica in honorem Iohannis Otrębski, Białystok 1966.